# Alexander Wurz
Alexander Georg „Alex“ Wurz (* 15. Februar 1974 in Waidhofen an der Thaya) ist ein ehemaliger österreichischer Automobilrennfahrer und BMX-Weltmeister des Jahres 1986. Er nahm zwischen 1997 und 2007 an 69 Grands Prix zur Formel-1-Weltmeisterschaft teil. Von 2008 bis 2011 fuhr er mit Peugeot Sport ausgewählte Rennen des internationalen Le Mans Cup. 2012 bis 2015 fuhr er die FIA-WEC (FIA World Endurance Championship) mit dem Toyota-Werksteam. Zweimal gewann er das 24-Stunden-Rennen von Le Mans, 1996 und 2009. Sein Sieg 1996 machte ihn zum jüngsten Sieger in der Geschichte des berühmten Sportwagenklassikers von Le Mans. Wurz ist weiterhin in der Formel 1 als Berater, Fernseh- und Medienexperte tätig, ist seit 2014 Präsident der Grand Prix Drivers’ Association und hat sich ebenso als Verkehrssicherheitsexperte etabliert.

## Karriere
Alexander Wurz ist der zweite Sohn des ehemaligen Müllermeisters und späteren Verkehrssicherheitsexperten und Leiters der ÖAMTC-Fahrtechnikzentren Franz Wurz, der sich im Motorsport u. a. als dreifacher Rallycross-Europameister (1974, 1976 und 1982) einen Namen machte. Schon der Großvater von Alexander, der Waldviertler Mühlenbesitzer Franz Wurz senior, war mit seinem BMW 328 in den 1950ern ein in der Alpenrepublik bekannter Autorennfahrer.

### Radsport
Schon bevor Wurz seine Leidenschaft für den Motorsport entdeckte, war er im Radsport aktiv. Hervorzuheben sind vor allem seine BMX-Weltmeister- und Vizeeuropameistertitel, errungen im Jahre 1986. Wurz hatte gemeinsam mit dem Ex-Mountainbiker Markus Rainer ein eigenes Mountainbike-Team Siemens Cannondale Mountainbike Racing, welches mehrere Weltcupsiege erreichen konnte.

### Rennfahrer

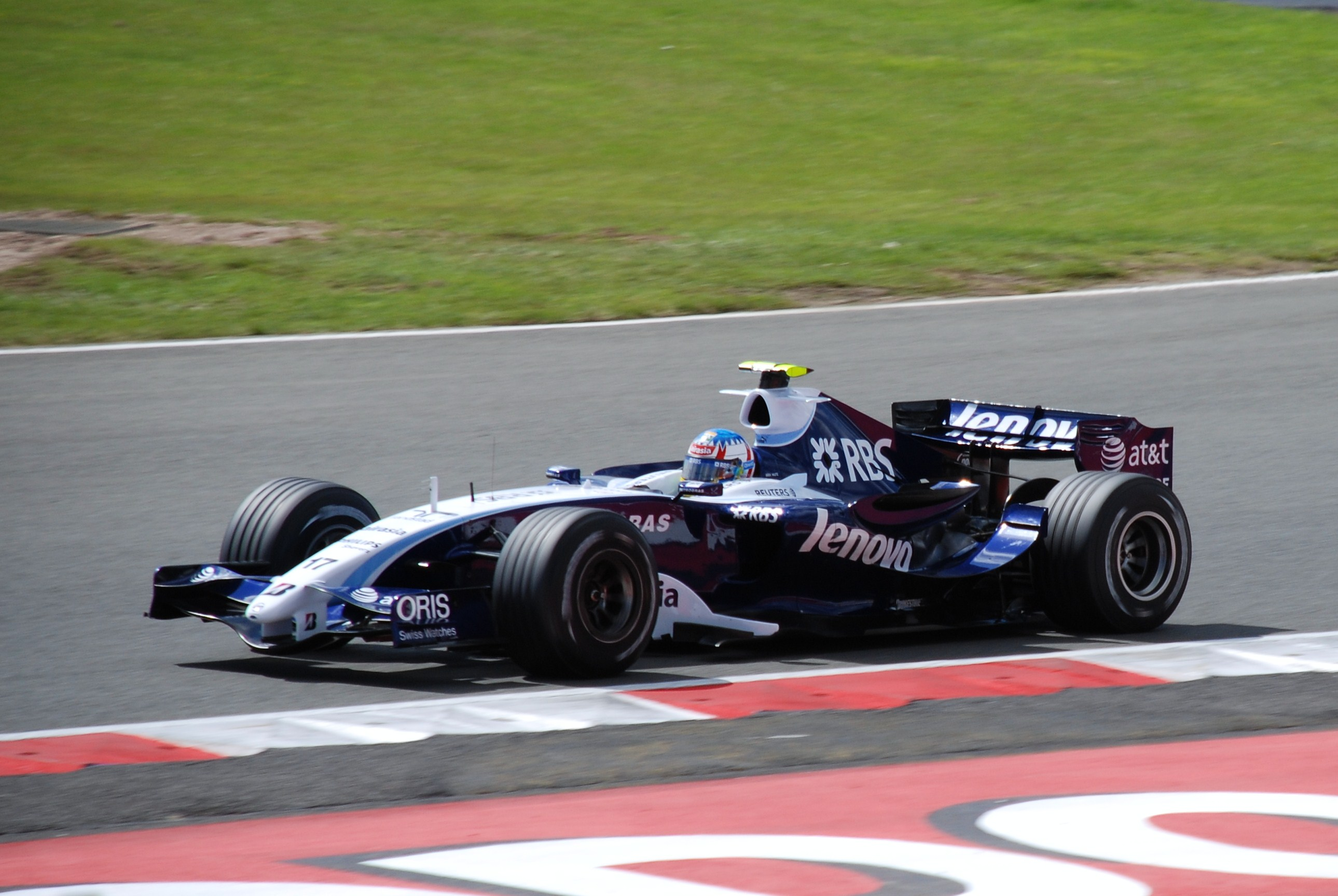
Wurz im Williams FW29, GP Großbritannien 2007

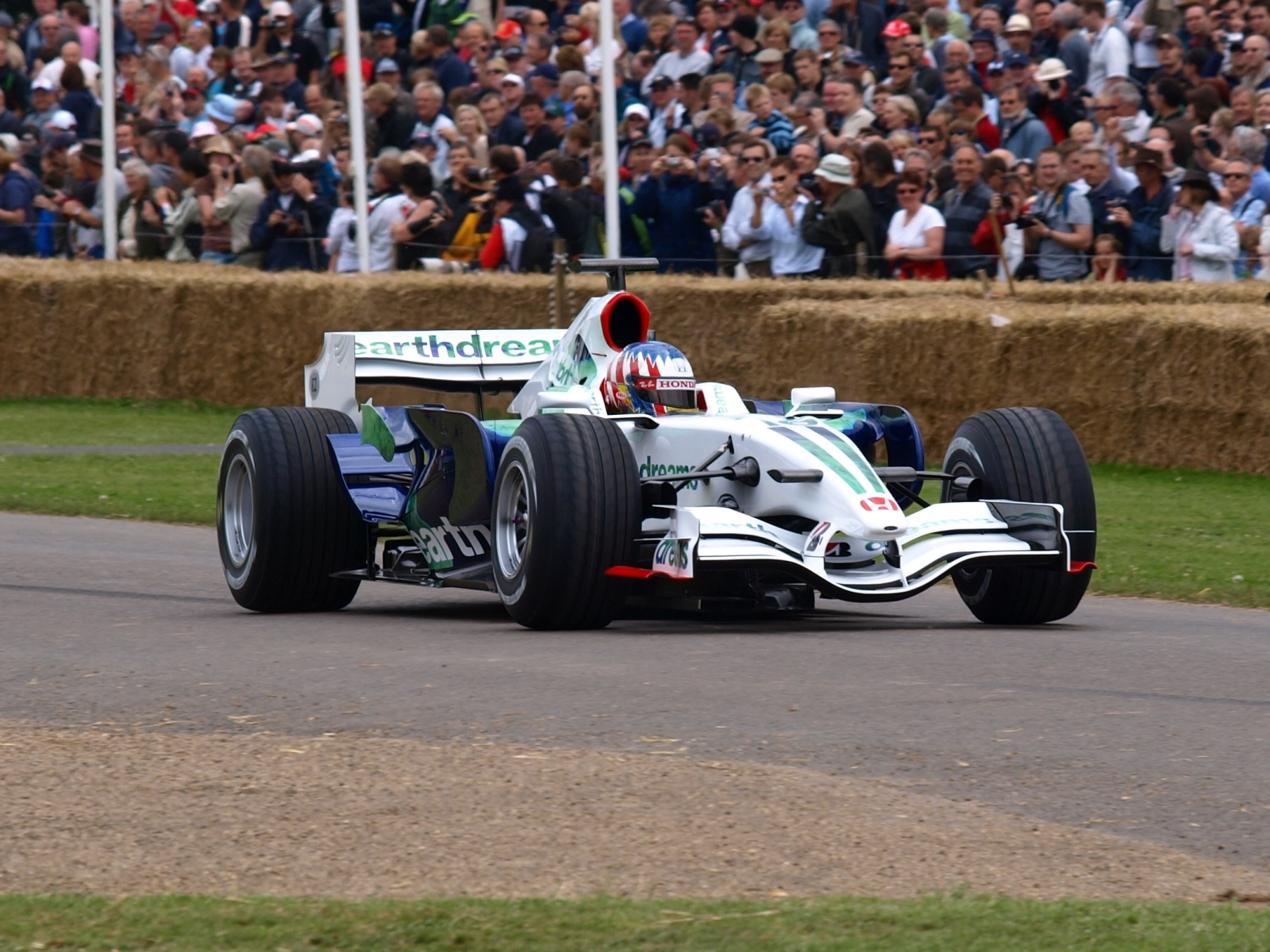
Wurz im Honda RA108, Goodwood 2008

Wurz' Motorsportkarriere begann beim Kartfahren, ab 1991 fuhr er in der Österreichischen Formel Ford 1600, die er auf Anhieb für sich entschied. 1992 folgte das Double in Österreich und Deutschland, bevor er den Aufstieg in die Formel 3 wagte. Auch dort wurde er auf Anhieb österreichischer Meister, 1994 wurde er in der deutschen Formel 3 Vizemeister. Ab 1996 fuhr er teilweise in der ITC, bei der er für das Team Joest einen Opel Calibra steuerte. Darüber hinaus nahm er 1996 auf einem von Joest eingesetzten Porsche erstmals am 24-Stunden-Rennen von Le Mans teil und trug sich nach dem Gesamtsieg mit Davy Jones und Manuel Reuter als bis dahin jüngster Sieger ein. Für 1997 erhielt Wurz einen Testvertrag in der Formel 1 beim Team Benetton, in dem mit Gerhard Berger zu diesem Zeitpunkt ein weiterer Österreicher engagiert war. Als dieser krankheitsbedingt für drei Rennen pausieren musste, gab Wurz als Ersatzpilot sein Debüt in der Motorsport-Königsklasse und schaffte in Silverstone als Dritter erstmals den Sprung auf das Podest. Er wurde ab 1998 zum Stammpilot des Benetton-Playlife Teams.
Nach drei Jahren bei Benetton Renault wechselte er 2001 zum McLaren Mercedes Team als offizieller Test- und Ersatzfahrer. In dieser Zeit erhielt Wurz einige Offerten für Renneinsätze, z. B. bei Prost GP und Jaguar Racing, blieb jedoch bis 2005 bei McLaren. In dieser Zeit wurde er als Ersatz für Juan Pablo Montoya Dritter beim Großen Preis von San Marino in Imola.
Für 2006 wechselte Wurz als Test- und Ersatzfahrer zum britischen Traditionsteam Williams, bei dem er 2007 den zu Red Bull Racing abgewanderten Australier Mark Webber als Stammfahrer ersetzte und damit erstmals nach sechs Jahren wieder ein Stammcockpit in der Formel 1 bekam.
Am Tag des Grand Prix von China 2007 in Shanghai verkündete Wurz, dass er mit sofortiger Wirkung vom aktiven Formel 1 Rennsport zurücktreten werde, aber weiterhin mit dem Williams-Team zusammenarbeiten möchte. Das Cockpit für das letzte Rennen in Brasilien übernahm Williams-Testfahrer Kazuki Nakajima. Im Jänner 2008 unterschrieb Wurz für die Saison 2008 einen Testfahrer- und Beratervertrag mit dem Honda-Team. Dieser Vertrag wurde vom Nachfolger Team Brawn GP, dem heutigen Mercedes Grand Prix übernommen. Nach einer Erkrankung des regulären Medical Car Fahrers übernahm Wurz beim Singapur Grand Prix 2008 dessen Rolle.

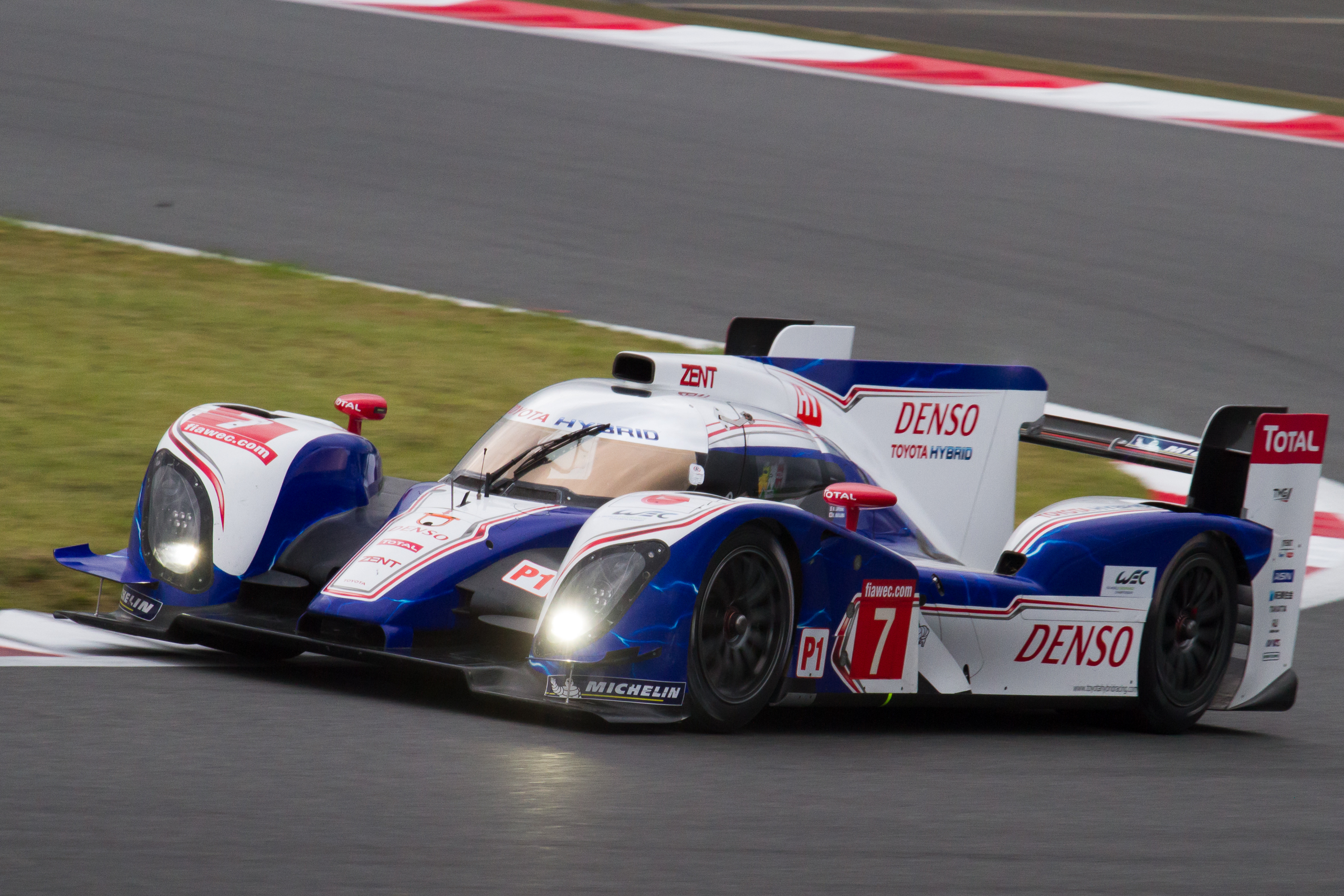
Wurz beim 6-Stunden-Rennen von Fuji 2012

Im Jahr 2009 gewann er auf Peugeot erneut das 24-Stunden-Rennen von Le Mans. Zusammen mit Marc Gené und David Brabham fuhr er vor einem weiteren Peugeot als Erster ins Ziel. Mit seinem Sieg beim 12-Stunden-Rennen von Sebring im Jahr 2010 zusammen mit Gené und Anthony Davidson und dem Sieg beim Petit Le Mans gemeinsam mit Stéphane Sarrazin und Franck Montagny hat Wurz in seinem Peugeot 908 die drei großen Sportwagen-Klassiker gewonnen. In der Saison 2012 wechselte er zu Toyota in die FIA-Langstrecken-Weltmeisterschaft (WEC). Dort war er an der Entwicklung des Toyota TS030 Hybrid beteiligt, der erst zum Saisonlauf in Le Mans zum Einsatz kam. Bei den folgenden fünf Rennen beendete er drei als Gesamtsieger.
Im November 2015 gab er seinen Rücktritt als professioneller Rennfahrer mit dem Ende des Jahres bekannt.
Am 30. Jänner 2016 nahm er noch einmal am 24-Stunden-Rennen von Daytona zusammen mit Brendon Hartley, Andy Priaulx und Lance Stroll teil. Das Rennen beendeten sie auf dem fünften Gesamtrang mit elf Runden Rückstand auf den Sieger.

### Weitere Tätigkeiten
Erste kaufmännische Tätigkeiten zeigte Wurz bereits in frühen Jahren, als er 1996 mit seiner Firma „Alexander’s Kart-o-Mania“ der erste Kart-Indoor-Betreiber Österreichs wurde. Gemeinsam mit seinem Freund Toto Wolff importierte Wurz 1996 Alkoholtester nach Österreich.
Wurz engagiert sich außerdem im Rahmen der Verkehrssicherheit und Verkehrserziehung. Gemeinsam mit seinem Vater gründete er 2006 die Firma Test & Training International, die sich mit der Aus- und Weiterbildung von Verkehrsteilnehmern beschäftigt. Er zählt als enger Vertrauter der Fédération Internationale de l’Automobile (FIA) und hält unter anderem die FIA Institute Young Driver Excellence Academy.
Wurz war als Teamchef für das F1-Projekt des Superfund-Gründers Christian Baha geplant, das sich für die Saison 2010 beworben hatte. Das Projekt wurde jedoch nie final umgesetzt.
Seit 2008 ist Wurz auch als Fernseh- und Medienexperte in der Formel 1 tätig, vornehmlich als Co-Kommentator im ORF Sport. Als Duo mit Ernst Hausleitner bekam er für seine herausragende Leistung 2014 den Fernsehpreis Romy in der Kategorie Beliebteste/r Moderator/in – Information.
Zusätzlich arbeitet Wurz als Streckendesigner und Consultant, wobei er großen Wert darauf legt, natürliche Streckenbegrenzungen einzubauen. Unter anderem war er an der Umsetzung des KymiRing in Finnland beteiligt.
Seit Oktober 2014 ist Alexander Wurz Vorsitzender der Grand Prix Drivers’ Association (GPDA). Er trat damit die Nachfolge von Pedro de la Rosa an.

## Familie
Wurz ist mit der ehemaligen Benetton-Pressesprecherin Julia Horden verheiratet und hat mit ihr drei Söhne, Charlie (* 2005) und Oscar (* 2007) sind ebenfalls als Rennfahrer aktiv. Die Familie lebt in Monaco.

## Sonstiges

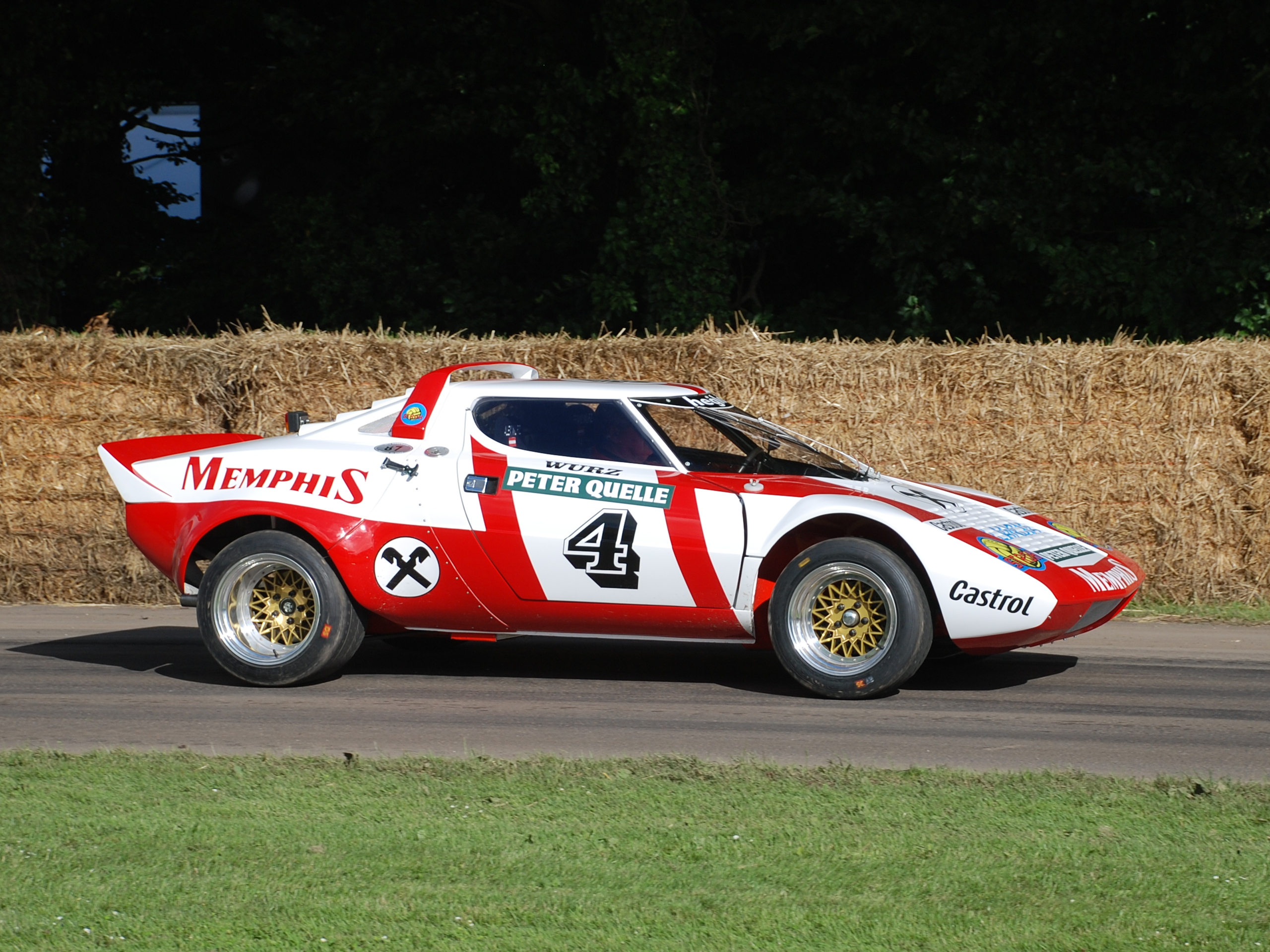
Wurz 2016 in Goodwood

Alexander Wurz trug als Glücksbringer zu Beginn seiner Karriere bei Rennen stets zwei verschiedenfarbige Schuhe, einer war rot und einer blau. Ab dem Einstieg bei McLaren Mercedes benutzte er einheitliche Paare. 2009 kehrte er zu den Roten und Blauen zurück.
Wurz designte und lackierte seine Helme im Airbrush-Verfahren selbst. Das Verfahren erlernte er beim Künstler Knud Tiroch.
Alexander Wurz kaufte 2013 den Lancia Stratos HF zurück, mit dem sein Vater Franz 1976 erster Rallycross-Europameister der FIA wurde. Das Auto war 35 Jahre lang im Besitz des damaligen Team-Kollegen Andy Bentza, der damit 1978 ebenfalls Rallycross-Europameister (GT-Division) geworden war. In mehrjähriger Arbeit wurde der weltweit einzige 3-Liter-Stratos aufwendig auseinandergenommen und von Grund auf restauriert. Inzwischen wird er von Wurz-Senior und -Junior abwechselnd bei Demonstrationsläufen gefahren, wie beispielsweise beim Goodwood Festival of Speed des Jahres 2016.

## Statistik

### Karrierestationen
| - 1989–1990: Kartsport - 1991: Österreichische Formel Ford 1600 (Platz 2) - 1992: Österreichische Formel Ford 1600 (Meister) - 1992: Deutsche Formel Ford 1600 (Meister) - 1993: Österreichische Formel 3 (Meister) - 1994: Deutsche Formel 3 (Platz 2) - 1995: Deutsche Formel 3 (Platz 6) | - 1996: International Touring Car Championship (Rang 16) - 1997: Formel 1 (Platz 14) - 1998: Formel 1 (Platz 8) - 1999: Formel 1 (Platz 13) - 2000: Formel 1 (Platz 15) - 2001: Formel 1 (Testfahrer) - 2002: Formel 1 (Testfahrer) | - 2003: Formel 1 (Testfahrer) - 2004: Formel 1 (Testfahrer) - 2005: Formel 1 (Platz 17) - 2006: Formel 1 (Testfahrer) - 2007: Formel 1 (Platz 11) - 2008: Formel 1 (Testfahrer) |

### Statistik in der Formel-1-Weltmeisterschaft

#### Gesamtübersicht
| Saison | Team                         | Chassis        | Motor            | Rennen | Siege | Zweiter | Dritter | Poles | schn. Runden | Punkte | WM-Pos. |
| ------ | ---------------------------- | -------------- | ---------------- | ------ | ----- | ------- | ------- | ----- | ------------ | ------ | ------- |
| 1997   | Mild Seven Benetton Renault  | Benetton B197  | Renault 3.0 V10  | 3      | –     | –       | 1       | –     | –            | 4      | 14.     |
| 1998   | Mild Seven Benetton Playlife | Benetton B198  | Playlife 3.0 V10 | 16     | –     | –       | –       | –     | 1            | 17     | 8.      |
| 1999   | Mild Seven Benetton Playlife | Benetton B199  | Playlife 3.0 V10 | 16     | –     | –       | –       | –     | –            | 3      | 13.     |
| 2000   | Mild Seven Benetton Playlife | Benetton B200  | Playlife 3.0 V10 | 17     | –     | –       | –       | –     | –            | 2      | 15.     |
| 2005   | West McLaren Mercedes        | McLaren MP4-20 | Mercedes 3.0 V10 | 1      | –     | –       | 1       | –     | –            | 6      | 17.     |
| 2007   | AT&T Williams                | Williams FW29  | Toyota 2.4 V8    | 16     | –     | –       | 1       | –     | –            | 13     | 11.     |
| Gesamt | Gesamt                       | Gesamt         | Gesamt           | 69     | –     | –       | 3       | –     | 1            | 45     |         |

#### Einzelergebnisse
| Saison | 1   | 2   | 3   | 4  | 5   | 6   | 7   | 8   | 9  | 10  | 11 | 12  | 13  | 14  | 15  | 16 | 17 | 18 | 19 |
| ------ | --- | --- | --- | -- | --- | --- | --- | --- | -- | --- | -- | --- | --- | --- | --- | -- | -- | -- | -- |
| 1997   |     |     |     |    |     |     |     |     |    |     |    |     |     |     |     |    |    |    |    |
|        |     |     |     |    |     | DNF | DNF | 3   |    |     |    |     |     |     |     |    |    |    |    |
| 1998   |     |     |     |    |     |     |     |     |    |     |    |     |     |     |     |    |    |    |    |
| 7      | 4   | 4   | DNF | 4  | DNF | 4   | 5   | 4   | 9  | 11  | 16 | DNF | DNF | 7   | 9   |    |    |    |    |
| 1999   |     |     |     |    |     |     |     |     |    |     |    |     |     |     |     |    |    |    |    |
| DNF    | 7   | DNF | 6   | 10 | DNF | DNF | 10  | 5   | 7  | 7   | 14 | DNF | DNF | 8   | 10  |    |    |    |    |
| 2000   |     |     |     |    |     |     |     |     |    |     |    |     |     |     |     |    |    |    |    |
| 7      | DNF | 9   | 9   | 10 | 12  | DNF | 9   | DNF | 10 | DNF | 11 | 13  | 5   | 10  | DNF | 7  |    |    |    |
| 2005   |     |     |     |    |     |     |     |     |    |     |    |     |     |     |     |    |    |    |    |
|        |     |     | 3   |    |     |     |     |     |    |     |    |     |     |     |     |    |    |    |    |
| 2007   |     |     |     |    |     |     |     |     |    |     |    |     |     |     |     |    |    |    |    |
| DNF    | 9   | 11  | DNF | 7  | 3   | 10  | 14  | 13  | 4  | 14  | 11 | 13  | DNF | DNF | 12  |    |    |    |    |

| Legende  | Legende            | Legende                                                          |
| Farbe    | Abkürzung          | Bedeutung                                                        |
| -------- | ------------------ | ---------------------------------------------------------------- |
| Gold     | –                  | Sieg                                                             |
| Silber   | –                  | 2. Platz                                                         |
| Bronze   | –                  | 3. Platz                                                         |
| Grün     | –                  | Platzierung in den Punkten                                       |
| Blau     | –                  | Klassifiziert außerhalb der Punkteränge                          |
| Violett  | DNF                | Rennen nicht beendet (did not finish)                            |
| Violett  | NC                 | nicht klassifiziert (not classified)                             |
| Rot      | DNQ                | nicht qualifiziert (did not qualify)                             |
| Rot      | DNPQ               | in Vorqualifikation gescheitert (did not pre-qualify)            |
| Schwarz  | DSQ                | disqualifiziert (disqualified)                                   |
| Weiß     | DNS                | nicht am Start (did not start)                                   |
| Weiß     | WD                 | zurückgezogen (withdrawn)                                        |
| Hellblau | PO                 | nur am Training teilgenommen (practiced only)                    |
| Hellblau | TD                 | Freitags-Testfahrer (test driver)                                |
| ohne     | DNP                | nicht am Training teilgenommen (did not practice)                |
| ohne     | INJ                | verletzt oder krank (injured)                                    |
| ohne     | EX                 | ausgeschlossen (excluded)                                        |
| ohne     | DNA                | nicht erschienen (did not arrive)                                |
| ohne     | C                  | Rennen abgesagt (cancelled)                                      |
| ohne     | keine WM-Teilnahme |                                                                  |
| sonstige | P/fett             | Pole-Position                                                    |
| sonstige | 1/2/3/4/5/6/7/8    | Punktplatzierung im Sprint-/Qualifikationsrennen                 |
| sonstige | SR/kursiv          | Schnellste Rennrunde                                             |
| sonstige | *                  | nicht im Ziel, aufgrund der zurückgelegten Distanz aber gewertet |
| sonstige | ()                 | Streichresultate                                                 |
| sonstige | unterstrichen      | Führender in der Gesamtwertung                                   |

### Le-Mans-Ergebnisse
| Jahr | Team                | Fahrzeug            | Teamkollege       | Teamkollege      | Platzierung | Ausfallgrund |
| ---- | ------------------- | ------------------- | ----------------- | ---------------- | ----------- | ------------ |
| 1996 | Joest Racing        | TWR-Porsche WSC-95  | Davy Jones        | Manuel Reuter    | Gesamtsieg  |              |
| 2008 | Team Peugeot Total  | Peugeot 908 HDi FAP | Stéphane Sarrazin | Pedro Lamy       | Rang 5      |              |
| 2009 | Peugeot Sport Total | Peugeot 908 HDi FAP | Marc Gené         | David Brabham    | Gesamtsieg  |              |
| 2010 | Peugeot Sport Total | Peugeot 908 HDi FAP | Marc Gené         | Anthony Davidson | Ausfall     | Motorschaden |
| 2011 | Peugeot Sport Total | Peugeot 908         | Marc Gené         | Anthony Davidson | Rang 4      |              |
| 2012 | Toyota Racing       | Toyota TS030        | Nicolas Lapierre  | Kazuki Nakajima  | Ausfall     | Motorschaden |
| 2013 | Toyota Racing       | Toyota TS030        | Nicolas Lapierre  | Kazuki Nakajima  | Rang 4      |              |
| 2014 | Toyota Racing       | Toyota TS040 Hybrid | Stéphane Sarrazin | Kazuki Nakajima  | Ausfall     | Elektrik     |
| 2015 | Toyota Racing       | Toyota TS040 Hybrid | Stéphane Sarrazin | Mike Conway      | Rang 6      |              |

### Sebring-Ergebnisse
| Jahr | Team               | Fahrzeug            | Teamkollege | Teamkollege      | Platzierung | Ausfallgrund |
| ---- | ------------------ | ------------------- | ----------- | ---------------- | ----------- | ------------ |
| 2010 | Team Peugeot Total | Peugeot 908 HDi FAP | Marc Gené   | Anthony Davidson | Gesamtsieg  |              |
| 2011 | Team Peugeot Total | Peugeot 908         | Marc Gené   | Anthony Davidson | Rang 8      |              |

### Einzelergebnisse in der FIA-Langstrecken-Weltmeisterschaft
| Saison | Team   | Rennwagen           | 1   | 2   | 3   | 4   | 5   | 6   | 7   | 8   |
| ------ | ------ | ------------------- | --- | --- | --- | --- | --- | --- | --- | --- |
| 2012   | Toyota | Toyota TS030 Hybrid | SEB | SPA | LEM | SIL | SAO | BAH | FUJ | SHA |
| 2012   | Toyota | Toyota TS030 Hybrid |     |     | DNF | 2   | 1   | DNF | 1   | 1   |
| 2013   | Toyota | Toyota TS030 Hybrid | SIL | SPA | LEM | SAO | AUS | FUJ | SHA | BAH |
| 2013   | Toyota | Toyota TS030 Hybrid | 4   | DNF | 4   |     |     | 1   | 2   | DNF |
| 2014   | Toyota | Toyota TS040 Hybrid | SIL | SPA | LEM | AUS | FUJ | SHA | BAH | SAO |
| 2014   | Toyota | Toyota TS040 Hybrid | 2   | 3   | DNF | 6   | 2   | 2   | 1   | 4   |
| 2015   | Toyota | Toyota TS040 Hybrid | SIL | SPA | LEM | NÜR | AUS | FUJ | SHA | BAH |
| 2015   | Toyota | Toyota TS040 Hybrid | 4   | 5   | 6   | 6   | DNF | 5   | 5   | 3   |